# Hôpital Caroline
Hôpital Caroline är en tidigare fransk karantänsstation på ön Ratonneau utanför Marseille, i Marseilles 7:e arrondissement.
Hôpital Caroline ritades av Michel-Robert Penchaud (1772–1833) och uppfördes 1823–28 i syfte att vara en karantänsstation för resenärer till Marseille, särskilt för skydd mot gula febern. Det har sitt namn efter hertiginnan av Berry, prinsessan Caroline de Bourbon-Siciles.
Sjukhuset kan härbärgera 48 patienter och 24 konvalescenter. Det var låst i flera isolerade sektioner, som var avskurna från omvärlden av ett staket. Det användes fram till 1941, senast i samband med en tyfusepidemi på franska fängelser. Det förstördes av flygbombningar vid befrielsen av Marseille augusti 1944, och övergavs då. Marseille stad övertog öarna 1978. Anläggningen restaurerades 1978–2004. Det klassades som byggnadsminne 1980.